# النبراوي
ابن محمد الشيزري النبراوي (تُوفي 1126) كان صيدلانيًّا وخيميائيًّا مُسلمًا من بغداد، وكان من أشد المعجبين بالرازي، اخترع طريقة جديدة لإنتاج النفثا من النفط.